# Presidency College (Calcutta)
Le Presidency College, anciennement connu sous le nom de Hindoo College, est une université publique situé à Calcutta, en Inde.
L'institution est élevée au statut d'université en 2010, après avoir été la composante la plus importante de l'université de Calcutta pendant 193 ans. L'université a fêté son bi-centenaire en 2017.

## Historique

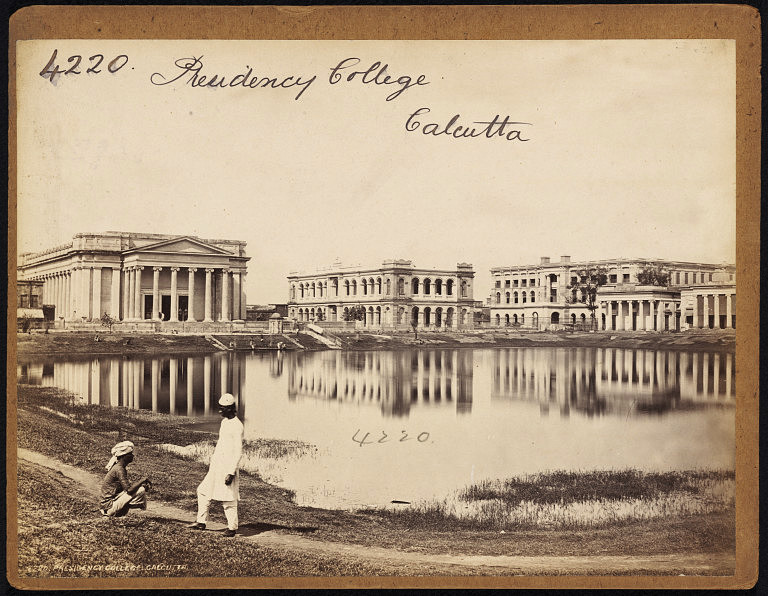
Presidency College environ entre 1850 et 1870.

Avec la création de la Cour suprême de Calcutta en 1773, de nombreux hindous du Bengale ont manifesté le désir d'apprendre la langue anglaise. David Hare (en), en collaboration avec Radhakanta Deb (en), avait déjà pris des mesures pour introduire l'éducation en anglais au Bengale. Babu Buddinath Mukherjee a ensuite avancé l'introduction de l'anglais comme moyen d'instruction en obtenant le soutien de  Sir Edward Hyde East (en), juge en chef de la Cour suprême de Fort William, qui a convoqué une réunion de 'European and Hindu Gentlemen' dans sa maison en mai 1816. Le but de la réunion était de "discuter de la proposition de créer une institution pour donner une éducation libérale aux enfants des membres de la communauté hindoue". 
La proposition a été reçue avec l'approbation unanime et un don de plus de RS. 100 000 ont été promis pour la création du nouveau collège. Raja Ram Mohan Roy a montré toute sa sympathie pour le stratagème, mais a choisi de ne pas manifester publiquement son soutien à la proposition, de peur d'« alarmer les préjugés de ses compatriotes orthodoxes et de compromettre ainsi toute l'idée ».
Le Collège a été officiellement ouvert le lundi 20 janvier 1817 avec 20 « érudits ». Le comité de fondation du collège, qui a supervisé sa création, était dirigé par Raja Rammohan Roy. Le contrôle de l'institution était confié à un organe composé de deux gouverneurs et de quatre directeurs. Les premiers gouverneurs du collège étaient le maharaja Tejchandra Bahadur de Burdwan et le gopee Mohan Thakoor. Les premiers directeurs étaient Gopi Mohun Deb de Sobhabazar, Joykissen Sinha, Radha Madhab Banerjee et Gunganarain Doss. Buddinath Mukherjee a été nommé premier secrétaire du collège. Le collège nouvellement créé accueillait principalement des étudiants hindous de familles aisées et progressistes, mais également des étudiants non hindous tels que des musulmans, des juifs, des chrétiens et des bouddhistes.